# Dalsjön (By socken, Dalarna)
Dalsjön är en sjö i Avesta kommun i Dalarna och ingår i Dalälvens huvudavrinningsområde. Sjöns area är 0,01 kvadratkilometer och den är belägen 122 meter över havet.